# Freifläche (Flächennutzung)

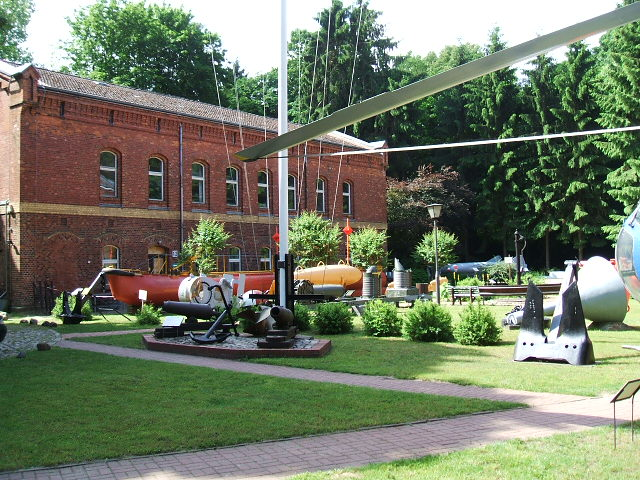
Freifläche vor dem Marinemuseum Stralsund

Eine Freifläche ist eine unbebaute Fläche, die Zwecken eines Gebäudes untergeordnet ist. Zu den unterzuordnenden Flächen zählen insbesondere Vorgärten, Hausgärten, Spielplätze, Stellplätze usw., die mit der Bebauung in unmittelbarem Zusammenhang stehen.